# 皇家利明頓溫泉
皇家利明頓溫泉（Royal Leamington Spa，常稱：Leamington Spa、Leamington i/ˈlɛmɪŋtən/；口語上也被稱作：Leam /ˈlɛm/；以前也被稱為Leamington Priors），大陆也译为皇家利明顿矿泉市，是英國華威郡中部的一個溫泉鎮，18世紀末因為當地溫泉水質有治療疾病的效果而開始出名。 在整個19世紀都可以算是英格蘭擴張最迅速的鎮之一。其名稱來自流經鎮畔的勒姆河。2011年人口為49,491。

## 歷史

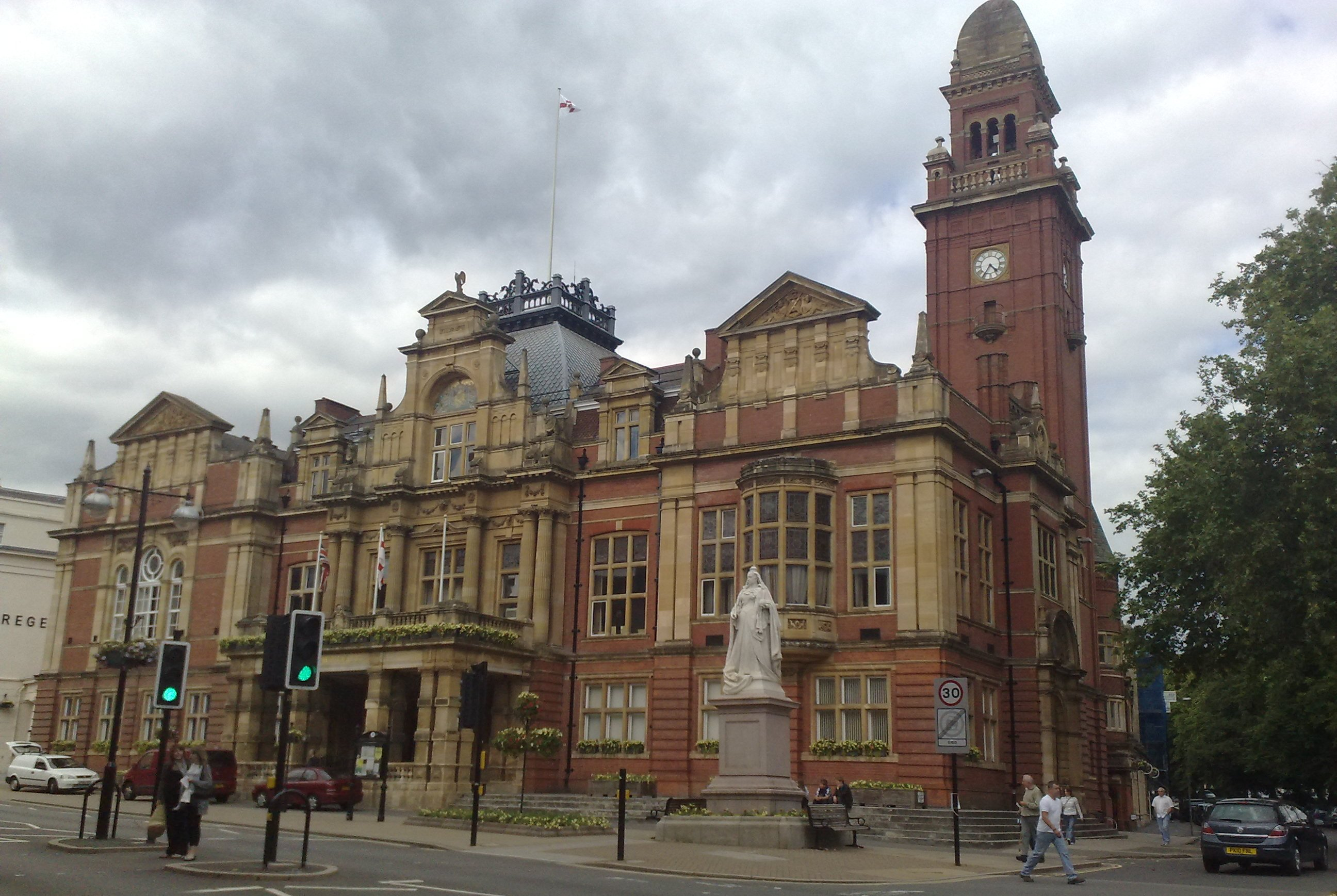
鎮廳和維多利亞女王雕塑

1086年皇家利明頓溫泉以Lamintone為名出現在末日審判書中。此後約400年間都處在凱尼爾沃思的小修道院（Priory）的控制之下，這也是其原名Leamington Priors的來源。而“Leamington”一詞則來自盎格魯-撒克遜人的Leman-tūn 或 Lemen-tūn，意思是勒姆河（River Leam）邊的農場。
1767年國會通過一項由地主愛德華·威勒斯（Edward Willes）提出的法案，將勒姆河西部和南部的公用地劃分出來。根據約翰·湯姆林森（John Tomlinson）1768年的調查，這些土地的總面積為990英畝（4.0平方）。劃分出來之後將通以新的公路，而東南部的土地由地主威勒斯的家族持有，西部歸屬馬修·懷斯（Matthew Wise）。北部則由威勒斯家族、华威伯爵和Bertie Greatheed持有。而村子本身最大的地主則是艾爾斯福德伯爵。到1901年時，當地人口已從數百人增長到近27,000人。

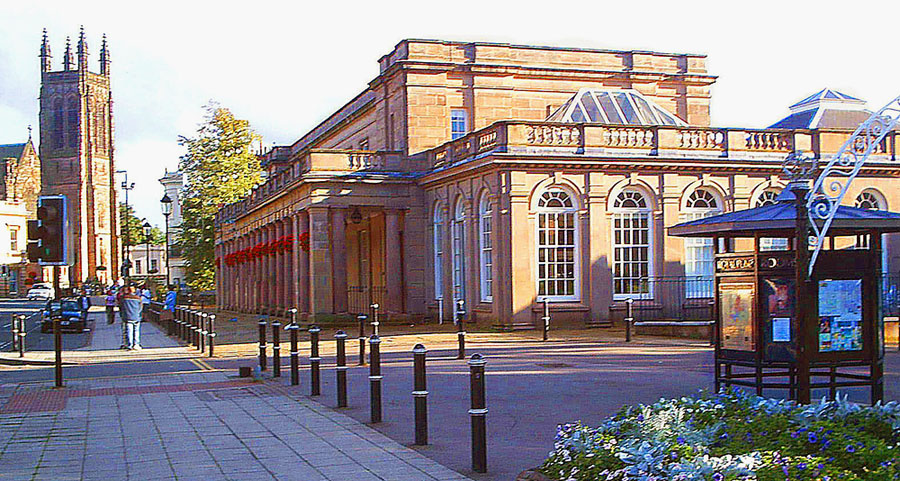
皇家泵室

1814年，皇家泵室在勒姆河畔開張，這一建築吸引了許多遊客前來參觀。威廉·默多克為當地設計了先進的熱水管道，使得其身為溫泉鎮的名聲進一步提高。1830年鎮廳建成。
隨著小鎮的出名及1838年維多利亞女王授予其“皇家”頭銜，Leamington Priors改為現名。維多利亞女王在1830年身為公主時就曾前往此地，1858年身為女王後再次到訪。
皇家泵室曾經歷數次翻修，1863年增加了一個土耳其浴浴室和游泳池，1875年皇家泵室公園對公眾開放，1890年再次增加一個游泳池。19世紀末人口數量及經濟開始下滑，但是也吸引了許多退休人士和來自考文垂及伯明翰的中產階級。1997年區自治會建築的業主將其關閉，1999年再開放時已變成以文娛為主要目的的文化中心。

## 經濟
皇家利明頓溫泉自19世紀以來就因溫泉而成為旅遊勝地，1799年华威和納普頓運河開通後，開始有航運貿易，19世紀中期又接入了鐵路。
此外皇家利明頓溫泉綽號為Silicon Spa（直譯為“硅溫泉”），是全球遊戲業中心之一。其附近的遊戲或數碼公司有Fish in a Bottle、FreeStyleGames、Full Fat、Kwalee、Pixel Toys、Playground Games、Red Chain Games、Stickman Studios、Supersonic Software和Midoki。 Codemasters的總部距離皇家利明頓溫泉也不遠。2013年，世嘉的工作室Hardlight Studio 在皇家利明頓溫泉開業。

## 氣候
此地屬於海洋性氣候區。
| 利明頓溫泉        | 利明頓溫泉 | 利明頓溫泉 | 利明頓溫泉 | 利明頓溫泉  | 利明頓溫泉  | 利明頓溫泉  | 利明頓溫泉  | 利明頓溫泉  | 利明頓溫泉  | 利明頓溫泉  | 利明頓溫泉 | 利明頓溫泉 | 利明頓溫泉  |
| 月份              | 1月        | 2月        | 3月        | 4月         | 5月         | 6月         | 7月         | 8月         | 9月         | 10月        | 11月       | 12月       | 全年        |
| ----------------- | ---------- | ---------- | ---------- | ----------- | ----------- | ----------- | ----------- | ----------- | ----------- | ----------- | ---------- | ---------- | ----------- |
| 平均高温 °C（°F） | 6.0 (42.8) | 6.2 (43.2) | 8.9 (48.0) | 11.9 (53.4) | 15.3 (59.5) | 18.8 (65.8) | 20.6 (69.1) | 20.1 (68.2) | 17.6 (63.7) | 13.8 (56.8) | 9.2 (48.6) | 7.1 (44.8) | 12.9 (55.3) |
| 平均低温 °C（°F） | 0.3 (32.5) | 0.1 (32.2) | 1.5 (34.7) | 3.3 (37.9)  | 6.0 (42.8)  | 9.2 (48.6)  | 11.1 (52.0) | 10.8 (51.4) | 8.8 (47.8)  | 6.2 (43.2)  | 2.9 (37.2) | 1.3 (34.3) | 5.1 (41.2)  |
| 平均降水量 mm（） | 53 (2.1)   | 48 (1.9)   | 51 (2.0)   | 48 (1.9)    | 56 (2.2)    | 56 (2.2)    | 46 (1.8)    | 66 (2.6)    | 53 (2.1)    | 53 (2.1)    | 58 (2.3)   | 66 (2.6)   | 660 (25.9)  |
| [ 來源請求 ]      |            |            |            |             |             |             |             |             |             |             |            |            |             |

## 友好城市
- 法國 索镇

## 擴展閱讀
- Storrie, Janet (1990) Elephants in Royal Leamington Spa Weir Books ISBN 0-9514433-1-3, ISBN 978-0-9514433-1-6

## 外部連結
- Royal Leamington Spa Town Council （页面存档备份，存于）